# Hans Warren
Johannes Adrianus Menne (Hans) Warren (Borssele, 20 oktober 1921 – Goes, 19 december 2001) was een Nederlands schrijver en dichter. Hij gebruikte ook de pseudoniemen Marc Dupont, Arcangelo en Engel Piccardt.

## Levensloop

### Jeugd
Hans Warren werd geboren in Zeeland als enig kind van een water- en wegenbouwkundig ingenieur (Pieter Warren, 1890-1959) en een onderwijzeres (Albertina Temmetje Mennes, 1894-1951). Het gezin bewoonde een huis aan het eind van de Borsselse Zeedijk (afgebroken na de Watersnoodramp van 1953), waardoor Warren als kind weinig contact had met leeftijdgenoten. Hij bezocht de openbare lagere school in Borssele, waar hoofdonderwijzer Huibregt de Priester hem enthousiast maakte voor de natuur. Als leerling van het Goese lyceum wakkerde zijn docent Ernst Frederik Jacobi (1908-1994), de latere directeur van Artis, zijn liefde voor de biologie verder aan. Als jongen trok hij er dagelijks met verrekijker en tekenpen op uit om vogels te spotten. Ook ontwikkelde hij zich al jong tot een verdienstelijk amateurfotograaf.
Na zijn eindexamen in 1941 (hij was in de vierde klas blijven zitten) begon Warren artikelen te schrijven voor de natuurtijdschriften In weer en wind, De Levende Natuur, De wandelaar en Ardea vooral over vogels. Jac. P. Thijsse, met wie hij correspondeerde en die Warren in de oorlog een keer bezocht, was zijn grote voorbeeld als natuuronderzoeker. Andersom zag Thijsse in Warren een mogelijke opvolger.
Hans Warren werkte korte tijd als vrijwilliger op het Bureau voor Dialectologie van P.J. Meertens en was enkele jaren ambtenaar op de gemeentesecretarie] van Borssele. Nog vóór het begin van de oorlog begon hij een dagboek bij te houden, waarin hij aanvankelijk vooral over zijn natuurobservaties schreef. Maar al snel werd het dagboek ook een uitlaatklep voor de spanningen in zijn ouderlijk huis: zijn ouders waren pro-Duits (hoewel geen lid van de NSB) wat tot heftige ruzies met hun zoon leidde, die niets van de Duitse sympathieën van zijn ouders moest hebben. Na de oorlog zou de vader van Warren enige tijd geïnterneerd worden in Fort Ellewoutsdijk op verdenking van collaboratie. Warren sr. raakte zijn baan als waterbouwkundige kwijt en het gezin moest vertrekken uit het mooi gelegen dijkhuis.

### Schrijverschap
In de Tweede Wereldoorlog publiceerde Warren in illegale bladen, waaronder Parade der Profeten. Na de oorlog begon hij boeken te publiceren: in 1946 verscheen zijn poëziedebuut Pastorale, in 1947 een boek over Jac. P. Thijsse en in 1949 zijn studie over nachtvogels. Na de publicatie van dit boek zegde Warren zijn baan als gemeenteambtenaar in Borssele op om van de pen te gaan leven. In 1951 ging hij literaire recensies schrijven voor de Provinciale Zeeuwse Courant en later de GPD-kranten, wat hij bijna tot aan zijn overlijden zou volhouden.
Daarnaast wijdde hij zich aan het vertalen, aanvankelijk vooral van natuurboeken, zoals de bestsellers Ik sprak met viervoeters, vogels en vissen en Mens en hond van Konrad Lorenz, en Vogelleven van Nico Tinbergen. In 1959 bezorgde hij een populaire bloemlezing van de poëzie van P.C. Boutens, Mijn hart wou nergens tieren.

### Huwelijksjaren
Aan het eind van de Tweede Wereldoorlog kreeg Warren een relatie met Maria de Roo (1923-1993) uit Goes, de latere vrouw van Jan Wolkers (1925-2007). Door zijn homoseksualiteit had deze relatie echter geen kans van slagen. Na de oorlog hield Warren er enkele kortstondige verhoudingen met mannen op na. In 1949 ontmoette hij de Engelse vrouw Helen Mary Ferguson (1928-2017) ("Mabel MacLaurin" in Geheim dagboek), met wie hij in 1952 trouwde (ze was zwanger van hem geraakt); ze kregen drie kinderen. Kort na hun huwelijk accepteerde Warrens vrouw een baan als docente in Parijs. In het Parijse nachtleven kwamen door contacten met vooral Noord-Afrikaanse jongens bij Hans Warren zijn onderdrukte homoseksuele gevoelens weer boven; dat zorgde voor spanningen in het gezin, maar het wekte ook zijn dichtader. In zijn Parijse jaren, die duurden tot en met 1957, verschenen drie dichtbundels. Na 23 jaar kwam er in 1975 een einde aan het huwelijk.

### Creatieve periode
In 1958 vertrok het gezin weer naar Zeeland. Er brak een weinig creatieve periode aan voor Warren, die zich voornamelijk wijdde aan vertalingen van vogel- en natuurboeken, tot aan het eind van de jaren zestig, toen uitgever Bert Bakker zijn nieuwe dichtbundel publiceerde: Tussen hybris en vergaan. In 1969 ontmoette Warren de dichter Gerrit Komrij, met wie hij een langdurige, inspirerende vriendschap zou hebben. Toen brak de creativiteit werkelijk door in Warren's leven: gedurende tien jaar verscheen elk jaar een nieuwe dichtbundel.
In 1978 kwam de veertig jaar jongere Mario Molegraaf in het leven van de 57-jarige dichter. Warren en Molegraaf hadden een stormachtige liefdesrelatie, die duurde tot het overlijden van de eerste in 2001. Molegraaf nam ook deel aan Warrens werk. Zo publiceerden ze samen in de loop van een aantal jaren een vertaling van het complete dichtwerk van de Nieuwgriekse dichter Konstandínos Kaváfis, gedichten van Jorgos Seféris, de werken van Plato en Epicurus en de vier evangeliën. Van 1985 tot en met 2002 verscheen jaarlijks Meulenhoffs Dagkalender, een scheurkalender met voor elke dag een gedicht. Daarnaast publiceerden Warren en Molegraaf samen een aantal populaire dichtbloemlezingen. In de jaren negentig voerde Warren een rechtszaak tegen Literom, een bedrijf dat ongevraagd en zonder vergoeding alle recensies van Warren op een cd-rom had gezet. Warren won de zaak.

### Geheim dagboek
Eind jaren zeventig begonnen uitgevers (onder meer Martin Ros en Bert Bakker) belangstelling te krijgen voor het dagboek dat Hans Warren bijhield. Warren koos voor Bert Bakker, nadat deze had toegezegd het gehele dagboek te willen publiceren. De publicatie van het eerste van de lange reeks dagboeken van Hans Warren in 1981 was voor veel lezers een plezierige verrassing, hoewel veel vrienden en kennissen die in de dagboeken voorkomen onaangenaam getroffen werden door de openhartigheid van Warren's notities. De eerste delen waren echte bestsellers en Warren stond met elk deel in de boekentoptien. De latere delen verkochten aanzienlijk minder goed, al wist Warren een vast publiek aan zich te binden. Twee delen (17 en 18) verschenen bij een andere uitgever, Balans.
In 1990 beschuldigde de publicist Adriaan Venema Warren ervan dat hij zijn dagboek 1942-1944 pas na de oorlog geschreven kon hebben. Warren zou er details over de oorlog in hebben opgeschreven die pas na 1945 bekend werden in Nederland, zo beweerde Venema, die verder een aantal feitelijke onjuistheden aan het licht bracht. Warren verzette zich fel tegen de beschuldigingen, waarbij hij onder meer steun kreeg van dr. Lou de Jong van het RIOD.
De publicatie van de dagboeken werd pas voltooid in 2009 met het deel over de laatste levensjaren van de schrijver. In totaal telt de serie 23 delen.

### Overlijden
Warren overleed, 80 jaar oud, aan leverproblemen. Ook zijn laatste levensjaar, met veel lichamelijke malheur en ruzies met zijn partner ("M" in de dagboeken), beschreef Warren zonder enige reserves in zijn dagboek. Deze aantekeningen werden na zijn dood met voorrang gepubliceerd in 2002. In 2005 verscheen postuum de roman Een vriend voor de schemering, die door Warrens partner was teruggevonden in de nalatenschap. Het verhaal dateert uit begin jaren vijftig, maar was door Warren toen ongeschikt geacht voor publicatie vanwege de homoseksuele passages.

## Nalatenschap
De omvangrijke papieren nalatenschap van de auteur werd in 2004 door Mario Molegraaf geschonken aan de Zeeuwse Bibliotheek te Middelburg.

## Prijzen
- 1958 - Lucy B. en C.W. van der Hoogtprijs voor Saïd
- 1970 - Pierre Bayle-prijs voor zijn literatuurkritiek
- 1971 - Zeeuwse prijs voor Kunsten en Wetenschappen voor zijn gehele oeuvre
- 1981 - Culturele prijs Goes voor Geheim dagboek en zijn wekelijkse literaire kronieken in de Provinciale Zeeuwse Courant

### Warren vertaald
In 1989 verscheen de Esperantovertaling van zijn Steen der Hulp – Ŝtono de Helpo – van de hand van Gerrit Berveling bij Esperanto Kultura Servo in Den Haag. In 2004 werd hetzelfde boek uitgegeven in de kunsttaal Ido onder de titel Stono di Helpo (Amsterdam, Editerio Tia Libro). Twee jaar later verscheen het boek in het Engels als Secretly Inside, vertaald door S.J. Leinbach en met een inleiding van Jolanda Vanderwal Taylor bij The University of Wisconsin Press.

## Trivia
- Mario Molegraaf schreef culinaire recensies voor het culinair tijdschrift Lekker. De dagboeken geven inzicht hoe zo'n recensie met de meeproever Hans Warren tot stand komt.
- Voor de verzamel-cd Dichterbij (Mercury, 1994), waarop diverse zangers Nederlandse gedichten zongen, zette Jan Rot Warrens gedicht 'Natuurlijk' en de Kavafis-vertaling 'De spiegel in het portaal' op muziek.
- Tom Lanoye studeerde af op een scriptie getiteld De poëzie van Hans Warren.[bron?]